# Alois von Wiest
Alois Wiest, 1864 von Wiest, (* 17. Dezember 1810 in Klosterbeuren; † 20. Januar 1890 in Stuttgart) war ein deutscher Richter und Politiker.

## Leben
Wiest wuchs ab dem vierten Lebensjahr bei Verwandten in Weingarten (Württemberg) auf und besuchte anschließend das Gymnasium in Dillingen an der Donau. Er studierte von 1829 bis 1834 Rechtswissenschaften an der Ludwig-Maximilians-Universität München und der Eberhard Karls Universität Tübingen. 
Nach Tätigkeiten an diversen Gerichten im Königreich Württemberg wurde Wiest 1841 Oberjustizassessor beim Gerichtshof in Esslingen am Neckar. 1848 zog er für das Oberamt Saulgau in die Zweite Kammer der Württembergischen Landstände ein. 1849 wurde er Staatsanwalt. 1851 wurde er aus politischen Gründen des Amtes enthoben, wieder in die Landstände gewählt und verblieb dort für das Oberamt Ehingen bis 1868 und anschließend bis 1870 für das Oberamt Gmünd. Von 1851 bis 1856 war er Vizepräsident der Landstände.
1859 wurde Wiest Oberjustizrat beim Obertribunal Stuttgart, dann 1879 Oberlandesgerichtsrat beim Oberlandesgericht Stuttgart sowie Mitglied des Württembergischen Verwaltungsgerichtshofs. 1884 wurde er mit der Verleihung des Titels Senatspräsident in den Ruhestand versetzt.
Zunächst war Wiest liberal eingestellt, wechselte in den Revolutionsjahren um 1848 ins konservative Lager. Wiest war gegen den Beitritt Württembergs zum Deutschen Reich.

## Ehrungen
- 1864 Ritter des Ordens der Württembergischen Krone, verbunden mit der Erhebung in den persönlichen Adel (Nobilitierung).
- 1872 Komtur II. Klasse des Friedrichs-Ordens